# Rok Elsner
Rok Elsner (Lubiana, 25 gennaio 1986) è un calciatore sloveno, difensore del DSG Ferlach.

## Biografia
Suo nonno è Branko Elsner, ex calciatore ed in seguito allenatore. Suo padre, Marko Elsner, vinse la medaglia d'oro nel calcio con la Jugoslavia, ai Giochi della XXIII Olimpiade. Ha un fratello maggiore, Luka, anch'egli calciatore.

## Carriera

### Club
Elsner iniziò la carriera nella squadra giovanile del Nizza. In seguito vestì le maglie di Wehen, Interblock Lubiana e Al Shabab.
Il 27 agosto 2010 fu ufficializzato il suo trasferimento allo Haugesund. Debuttò nella Tippeligaen il 3 ottobre 2010, subentrando ad Are Tronseth nel successo per tre a zero sull'Odd Grenland.
Al termine del campionato norvegese, firmò un contratto con i polacchi dello Śląsk Wrocław.
Il 6 maggio 2012 con un suo goal decide il match tra Wisła Cracovia-Śląsk Wrocław (0-1) e vince il suo primo campionato polacco, il secondo per lo Śląsk Wrocław.
Nel 2013, passa all'Aris Salonicco. Il 3 marzo 2014, torna ufficialmente allo Haugesund. L'11 agosto, rescinde il contratto che lo legava al club.

### Nazionale
Elsner giocò 13 partite per la Slovenia under 21, tra il 2006 e il 2008.

## Palmarès

### Club

#### Competizioni nazionali
- Coppa di Slovenia: 2

Interblock Lubiana: 2007-2008, 2008-2009
- Supercoppa di Slovenia: 1

Interblock Lubiana: 2008
- Ekstraklasa: 1

Śląsk Wrocław: 2011-2012
- Supercoppa di Polonia: 1

Śląsk Wrocław: 2012